# Numa (Eneide)
Numa è un personaggio dell'Eneide di Virgilio.

## Il mito
Appare nel libro X: è uno dei tanti guerrieri italici che combattono contro i Troiani di Enea. Egli viene ucciso proprio dal condottiero nemico al termine di un lungo inseguimento, insieme a tre vittime più importanti: Anteo, Luca (due guerrieri rutuli, tra i più vicini a Turno) e il giovane signore di Amyclae, Camerte.
"Protinus Antaeum et Lucam, prima agmina Turni,

 persequitur fortemque Numam fulvumque Camertem,

magnanimo Volcente satum, ditissimus agri

qui fuit Ausonidum et tacitis regnavit Amyclis.

Aegaeon qualis, centum cui bracchia dicunt

centenasque manus, quinquaginta oribus ignem

pectoribusque arsisse, Iovis cum fulmina contra

tot paribus streperet clipeis, tot stringeret enses:

sic toto Aeneas desaevit in aequore victor,

ut semel intepuit mucro."
(Eneide, testo latino, libro X, vv. 561-70)
"Poi insegue Anteo e Luca, che in prima fila combattono

con Turno, il forte Numa e il biondo Camerte

figlio di Volcente magnanimo, il più ricco di terre

che visse tra la gente d'Ausonia, re della tacita Amicle.

Quale Egeone, che, dicono, avesse centinaia di braccia e di mani,

e da cinquanta bocche spirasse le fiamme

dal petto, quando, contro i fulmini lanciati da Giove, batteva

cinquanta scudi e cinquanta spade impugnava;

così per tutta la piana vincendo Enea s'infuriò, poi che

intiepidì il ferro nel sangue."
(traduzione di Francesco Della Corte)
Nel libro precedente, al verso 454, si parla di un italico di nome Numa ritrovato assassinato nell'accampamento di Turno, dove i due giovani amici troiani Eurialo e Niso erano penetrati facendo quindi grande strage dei soldati addormentati, tuttavia nel passo contenente la descrizione del massacro non appare nessun Numa. Poiché Virgilio morì prima di poter revisionare il suo poema, si può facilmente dedurre che Numa rimane vittima di Enea e non di Eurialo e Niso, col poeta che nel libro IX avrebbe lasciato scritto erroneamente "Numa" in luogo di "Lamo" o "Remo", ovvero uno dei due guerrieri con nome bisillabo che condivide la stessa sorte (assassinio tramite decapitazione) di Serrano, nominato appunto nel passo in questione.
 " nec minor in castris luctus Rhamnete reperto

exsangui et primis una tot caede peremptis,

Serranoque Numaque. "
(Eneide, testo latino, libro IX, vv.452-54)
 " Né minor pianto nel campo, come scopron Ramnete

svenato, e tanti forti periti in un'unica strage,

e Numa e Serrano... " 
(traduzione di Rosa Calzecchi Onesti)
 " Sic memorat uocemque premit, simul ense superbum

Rhamnetem adgreditur, qui forte tapetibus altis

exstructus toto proflabat pectore somnum,

rex idem et regi Turno gratissimus augur,

sed non augurio potuit depellere pestem.

Tris iuxta famulos temere inter tela iacentis

armigerumque Remi premit aurigamque sub ipsis

nactus equis ferroque secat pendentia colla.

Tum caput ipsi aufert domino truncumque relinquit

sanguine singultantem; atro tepefacta cruore

terra torique madent. Nec non Lamyrumque Lamumque

et iuuenem Serranum, illa qui plurima nocte

luserat, insignis facie, multoque iacebat

membra deo uictus; felix, si protinus illum

aequasset nocti ludum in lucemque tulisset " 
(Virgilio, Eneide, libro IX, vv. 324-38)
 " Così aveva detto e più non parla; subito con la spada assale 

 l'orgoglioso Ramnete, che su folti tappeti 

 disteso, a pieni polmoni sbuffava il sonno;

 era un re; al re Turno era fra gli auguri il più caro, 

 ma con la sua arte non riuscì a stornare la morte .

Uccide presso tre incauti servi distesi in mezzo alle armi 

lo scudiero di Remo; uccide anche l'auriga, sotto i suoi cavalli; 

 scovatolo con la spada gli recide la gola scoperta;

poi tronca la testa a Remo, loro signore, e lascia il corpo

rantolante in grosso fiotto; calda di nero sangue 

si imbibisce la terra del giaciglio. E ancora Lamiro e Lamo

e il giovane Serrano, che in quell'ultima notte a lungo

aveva giocato, bello d'aspetto; le membra domate dal greve

sonno, stava disteso; fortunato! se ancora avesse prolungato

il gioco per tutta la notte, fino a che non spuntava il giorno. " 
(Virgilio, Eneide, canto IX, traduzione di Francesco Della Corte)